# Науково-дослідний центр індустріальних проблем розвитку НАН України

## Історія
Науково-дослідний центр індустріальних проблем розвитку Національної академії наук України (НДЦ ІПР НАН України) веде свою історію з 1957 року, коли відповідно до розпорядження Президії Академії наук УРСР у м. Харкові було створено філіал Інституту економіки АН УРСР.
У 1965 р. згідно з постановою Президії АН УРСР від 21 вересня 1965 року № 224 на базі філіалу було створено Харківське відділення Інституту економіки АН УРСР (з 1994 р. – Харківське відділення Інституту економіки НАН України). З 1 січня 2006 р. Харківське відділення Інституту економіки НАН України (відповідно до постанови Президії НАН України від 14.12.2005 № 275) було перейменовано у Науково-дослідний центр індустріальних проблем розвитку НАН України.
Головними напрямами наукової діяльності НДЦ ІПР НАН України визначені:
А. Фундаментальні та прикладні дослідження:
– обґрунтування моделі розвитку суспільства;
– аналіз інтеграційних процесів в ЄС і вибір політики інтегрування до його складу України;
– розробка послідовності проведення реформ у країні та окремих її галузях;
– формування моделі економічної політики в країні і стратегій розвитку окремих її секторів;
– розпізнавання на ранній стадії зародження і розвитку кризових процесів в економіках країн світу та України й окремих їх секторах;
– розробка напрямків забезпечення енергетичної безпеки країни;
– обґрунтування дерегуляторної політики в країні і боротьби з корупцією;
– розробка моделі адміністративно-територіального устрою країни та її регіонів, напрямів подолання депресивності у соціально-економічному розвитку адміністративно-територіальних одиниць;
– вибір інноваційного шляху розвитку країни на основі NBIC-технологій (N – нано-, B – біо-, I – інформаційних, C – когнітивних) як бази нового технологічного укладу.
Б. Експертно-аналітична діяльність:
– моніторинг розвитку економіки країни та окремих її секторів, експертиза та розробка законопроектів у галузі економічної політики;
– моніторинг соціально-економічного розвитку регіонів країни, експертиза та розробка законопроектів у сфері регіональної політики;
– моніторинг та розробка законодавчих актів у галузі дерегуляторної політики та боротьби з корупцією в країні.
В. Проектна діяльність:
– розробка національних проектів у паливно-енергетичному комплексі;
– розробка регіональних проектів у сільському господарстві;
– розробка локальних проектів у різних секторах економіки країни;
– проектування структури секторів економіки країни (паливно-енергетичного, агропромислового, гірничо-металургійного та ін.)
Основні розробки НДЦ ІПР НАН України:
А. На рівні національної економіки:
– пропозиції щодо оцінки тенденцій концентрації й централізації капіталу в промисловості України (направлені до Комітету Верховної Ради України з питань економічної політики);
– пропозиції до робочого проекту плану першочергових та системних заходів, спрямованих на запобігання неконтрольованого розвитку ситуації в економіці та соціальній сфері, структурних змін та зростання конкурентоспроможності національної економіки в умовах кризи (направлені до Федерації роботодавців України);
– програма загальнодержавних антикризових заходів, розроблена спільно Федерацією роботодавців України та НДЦ ІПР НАН України і представлена при затвердженні Плану спільних заходів, спрямованих на подолання фінансово-економічної кризи і мінімізацію її негативних наслідків для розвитку підприємств і реалізації трудових прав працівників;
– пропозиції щодо концепції сучасної державної промислової політики України (прийняті та схвалені Радою національної безпеки і оборони України);
– щомісячні та щоквартальні аналітичні матеріали «Моніторинг поточного стану та прогнозування соціально-економічного розвитку України та її регіонів».
Б. На рівні регіональної економіки:
– стратегія соціально-економічного розвитку Харківської області на період до 2011 р.;
– стратегія сталого розвитку Харківської області до 2020 р.;
– проект угоди про співпрацю між Кабінетом Міністрів України та Харківською обласною державною адміністрацією;
– концептуальні засади регіонального розвитку на основі побудови науково-виробничих кластерних структур;
– регіональна програма розвитку експортного потенціалу Харківської області на 2006—2007 рр.;
– програма підвищення рівня та покращення якості життя населення Харківської області на період до 2015 р.;
– програма науково-технічного та інноваційного розвитку регіону на період до 2015 р.;
– програма розвитку інвестиційної діяльності Харківської області до 2015 р.;
– програма подолання депресивного стану Ізюмського району.
– пропозиції та зауваження до порядку проведення оцінки соціально-економічного розвитку АР Крим, областей, міст Києва та Севастополя, представлені до Міністерства економічного розвитку і торгівлі України.
В. На рівні секторальної економіки:
– стратегія розвитку високотехнологічних галузей промислового комплексу України;
– концепція державної цільової економічної програми розвитку машинобудування України на період до 2020 року (направлена у Міністерство промислової політики України);
– концепція державної цільової програми підтримки розвитку виробництва вітчизняної системи машин та обладнання сільськогосподарського призначення для обробки ґрунту на період до 2020 р. (направлена у Міністерство промислової політики України);
– проект «Село майбутнього» (направлений до Державного агентства з інвестицій та управління національними проектами України);
– попереднє техніко-економічне обґрунтування складової національного проекту «Енергія природи»: «Виробництво альтернативних видів палива, включаючи водневе» (направлено до Державного агентства з інвестицій та управління національними проектами України).

## Керівництво
Адміністративно-управлінський персонал:
- Хаустова Вікторія Євгенівна – д.е.н., професор, директор НДЦ ІПР НАН України.
- Губарєва Ірина Олегівна – д.е.н., професор, заступник директора з наукової роботи.
- Оксенич Володимир Якович – помічник директора із загальних питань.
- Бєлікова Надія Володимирівна –д.е.н., доцент, вчений секретар.
- Михайленко Дар'я Геннадіївна – к.е.н., доцент, завідувач докторантури та аспірантури.
- Мурзік Лариса Олексіївна – головний бухгалтер.
- Харченко Світлана Дмитрівна – головний економіст.

Завідувачі відділів та секторів:
Шпілєвський Володимир Вікторович – к.е.н., завідувач відділу промислової політики та енергетичної безпеки.
- Котляров Євген Іванович – к.е.н., доцент, завідувач сектору енергетичної безпеки та енергозбереження.
- Решетняк Олена Іванівна – д.е.н., доцент, завідувач сектору промислової політики та інноваційного розвитку.

Ярошенко Ігор Васильович – к.е.н., завідувач відділу макроекономічної політики та регіонального розвитку.
- Полякова Ольга Юріївна – к.е.н., доцент, завідувач сектору макроекономічного аналізу та прогнозування.
- Іванова Ольга Юріївна – д.е.н., доцент, завідувач сектору проблем регіонального розвитку та децентралізації.

## Структура
До складу Науково-дослідного центру індустріальних проблем розвитку НАН України входять:
Наукові відділи:
- відділ промислової політики та енергетичної безпеки;
- відділ макроекономічної політики та регіонального розвитку.
Наукові сектори:
- сектор енергетичної безпеки та енергозбереження;
- сектор промислової політики та інноваційного розвитку;
- сектор макроекономічного аналізу та прогнозування;
- сектор проблем регіонального розвитку та децентралізації.

## Наукові школи
У Науково-дослідному центрі індустріальних проблем розвитку НАН України (НДЦ ІПР НАН України) склалися дві наукові школи.
1. Наукова школа «Адаптивне управління соціально-економічними системами різного рівня ієрархії».
2. Наукова школа «Проблеми стратегічного управління конкурентоспроможністю підприємств і їх інтегрованих структур».
Наукова школа «Адаптивне управління соціально-економічними системами різного рівня ієрархії» є однією з провідних в Україні. Засновник наукової школи – академік Міжнародної академії інформатизації, член Міжнародної асоціації з прикладної математики і механіки, д. е. н., проф., Забродський В. А., один із провідних вчених в Україні з економічної кібернетики, який тісно співпрацював з відомим англійським вченим Ст. Біром.
Напрямки досліджень, що здійснюються у рамках цієї наукової школи: 
– економіко-математична теорія адаптивного управління країною, регіонами, економіко-виробничими системами; 
– проблеми вимірювання рівня і якості життя населення, визначення впливу на них таких факторів, як: глобалізація, концентрація, конкурентоспроможність та інновації; 
– вплив процесів глобалізації і регіоналізації на стан науково-виробничих комплексів та розвиток теорії і практики управління науково-технічною й інноваційною сферами на національному і регіональному рівнях; 
– розробка методів і економіко-математичних моделей раннього попередження дестабілізації функціонування економічних систем та підтримки прийняття рішень; 
– проблеми податкової політики і регулювання податків на різних рівнях ієрархії: держава, регіони, підприємства.
На сьогодні продовжують дослідження в межах даної наукової школи такі вчені-представники НДЦ ІПР НАН України: д. е. н., проф., член-кор. НАН України Кизим М. О.; д. е. н., проф. Клебанова Т. С.; д. е. н., проф. Іванов Ю. Б.; д. е. н., проф. Раєвнєва О. М.; д. е. н., проф. Матюшенко І. Ю.; д. е. н., проф. Хаустова В. Є.  та ін.

Наукова школа «Проблеми стратегічного управління конкурентоспроможністю підприємств і їх інтегрованих структур» також є однією з провідних в Україні. Засновник наукової школи – видатний український вчений економіст, д. е. н., проф. Ліберман О. Г., один із ідеологів концепції економічної реформи 1965 р. у колишньому СРСР.
Напрямки досліджень, що здійснюються у рамках цієї наукової школи:
– економічні методи підвищення ефективності суспільного виробництва; 
– методи організації праці і виробництва, розробка принципів структурної перебудову машинобудівного комплексу України, підвищення ефективності промислового виробництва; 
– проблеми конкурентоспроможності і стратегічного розвитку суб’єктів господарювання та їх інтегрованих структур у трансформаційній економіці; стратегічні напрями соціально-економічного розвитку суб’єктів господарювання в умовах євроінтеграційних процесів; 
– стратегічне управління діяльністю підприємств і процесами реального інвестування, управління персоналом підприємства; 
– становлення та розвиток системи корпоративного управління; 
– проблеми управління та соціально-економічного розвитку корпорацій, теорія та практика менеджменту персоналу в системі корпоративного управління; менеджмент, організаційна поведінка, соціально-психологічні технології управління, формування і розвиток інтелектуального капіталу.
Дослідження в межах даної наукової школи продовжували та проводять й на сьогодні такі вчені-представники НДЦ ІПР НАН України: д. е. н., проф. Дороніна М. С. та ін.

## Вчена рада
Вчена рада формується в порядку, визначеному основними принципами організації діяльності Науково-дослідного центру індустріальних проблем розвитку НАН України (НДЦ ІПР НАН України). Кворум і порядок голосування на загальних зборах (конференції) наукових працівників НДЦ ІПР НАН України при обранні членів ради залишаються тими самими, що й при висуненні кандидатів на посаду директора центру.
Структура і персональний склад вченої ради затверджуються бюро відділення НАН України на термін повноважень директора інституту.
Список членів вченої ради
Науково-дослідного центру індустріальних проблем розвитку НАН України:
1. Зінченко Володимир Анатолійович, старший науковий співробітник НДЦ ІПР НАН України, д. е. н. — голова вченої ради;
2. Губарєва Ірина Олегівна, заступник директора з наукової роботи НДЦ ІПР НАН України, д. е. н., професор — заступник голови вченої ради;
3. Бєлікова Надія Володимирівна, вчений секретар НДЦ ІПР НАН України, д. е. н. — секретар вченої ради;
4. Хаустова Вікторія Євгенівна, директор НДЦ ІПР НАН України, д. е. н., професор — член вченої ради;
5. Кизим Микола Олександрович, головний науковий співробітник НДЦ ІПР НАН України, д. е. н., професор, член-кореспондент НАН України — член вченої ради;
6. Дороніна Майя Степанівна, старший науковий співробітник НДЦ ІПР НАН України, д. е. н., професор — член вченої ради;
7. Іванов Юрій Борисович, головний науковий співробітник НДЦ ІПР НАН України, д. е. н., професор — член вченої ради;
8. Доровський Олександр Вікторович, генеральний директор ТОВ "Фармацевтична компанія "Здоро'я", д. е. н. — член вченої ради;
9. Костенко Дмитро Миколайович, науковий співробітник НДЦ ІПР НАН України, к.е.н. — член вченої ради, голова профспілкового комітету;
10. Красноносова Олена Миколаївна, старший науковий співробітник НДЦ ІПР НАН України, к. е. н., доцент — член вченої ради;
11. Полякова Ольга Юріївна, завідувач сектору НДЦ ІПР НАН України, к. е. н., доцент — член вченої ради;
12. Пономаренко Володимир Степанович, старший науковий співробітник НДЦ ІПР НАН України, д. е. н., професор — член вченої ради;
13. Рудика Віктор Іванович, директор ДП "Гипрококс", д.е.н. — член вченої ради;
14. Шпілєвський Володимир Вікторович, завідувач відділу НДЦ ІПР НАН України, к. е. н. — член вченої ради;
15. Ярошенко Ігор Васильович, завідувач відділу НДЦ ІПР НАН України, к.е.н. — член вченої ради.

## Аспірантура і докторантура
Підготовка в аспірантурі і докторантурі Науково-дослідного центру індустріальних проблем розвитку НАН України (НДЦ ІПР НАН України) здійснюється за такими спеціальностями:  
Аспірантура:
08.00.03 – економіка та управління національним господарством;
08.00.05 – розвиток продуктивних сил і регіональна економіка.
Докторантура:
08.00.03 – економіка та управління національним господарством; 08.00.05 – розвиток продуктивних сил і регіональна економіка.
Підготовка науково-педагогічних та наукових кадрів у НДЦ ІПР НАН України здійснюється відповідно до таких нормативних документів:
– Постанова Кабінету Міністрів України від 1 березня 1999 р. № 309 «Про затвердження Положення про підготовку науково-педагогічних і наукових кадрів»;
– Постанова Кабінету Міністрів України від 13 серпня 1999 р. № 1475 «Про затвердження Положення про атестацію наукових працівників»;
– Постанова Президії ВАК України від 9.04.2003 р. № 1-0214 про «Перелік спеціальностей, за якими проводиться захист дисертацій на здобуття наукових ступенів кандидата і доктора наук, присудження наукових ступенів і присвоєння вчених звань».
Аспірантура та докторантура у структурі НДЦ ІПР НАН України створена на підставі розпорядження № 385 від 05.05.2006 р. «Про відкриття аспірантури в наукових установах НАН України за спеціальністю «економіка, організація і управління підприємствами» та розпорядження № 525 від 16.08.2006 р. «Про відкриття докторантури в наукових установах НАН України за спеціальністю «економіка та управління підприємствами». Згідно з розпорядженням №346 від 24.05.2007 р. у зв’язку з прийняттям нового переліку спеціальностей шифр напрямку підготовки наукових кадрів змінено з 08.04.01 на 08.00.04 «економіка та управління підприємствами (за видами економічної діяльності)».
У 2008 р. (згідно з розпорядженням НАН України №71 від 11.02.2008 р.) відкрито аспірантуру та докторантуру за спеціальністю 08.00.03 «Економіка та управління національним господарством»; в 2010 р. (згідно з розпорядженням НАН України № 121 від 19.03.2010 р.) відкрито аспірантуру за спеціальністю 25.00.02 «механізм державного управління»; в 2011 р. (згідно з розпорядженням НАН України № 325 від 16.05.2011 р.) – аспірантуру та докторантуру за спеціальністю 08.00.05 «розвиток продуктивних сил і регіональна економіка».
Підготовка в аспірантурі і докторантурі здійснюється за рахунок:
– коштів Державного бюджету України – за державним замовленням для роботи у державному секторі народного господарства;
– коштів юридичних та фізичних осіб – на умовах контракту – для роботи у державному і недержавному секторах народного господарства.
Підготовка в аспірантурі і докторантурі іноземців та осіб без громадянства здійснюється на підставі:
– міжнародних договорів України;
– загальнодержавних програм;
– договорів, укладених вищими навчальними закладами, науковими установами з юридичними та фізичними особами.
До аспірантури на конкурсній основі приймаються особи, які мають вищу освіту і кваліфікацію спеціаліста або магістра.
До докторантури приймаються особи, які мають науковий ступінь кандидата наук, наукові здобутки та опубліковані праці з обраної наукової спеціальності і які здатні на високому науковому рівні проводити фундаментальні, пошукові і прикладні наукові дослідження.
Самостійна робота над дисертацією на здобуття наукового ступеня кандидата наук є однією з форм підготовки науково-педагогічних і наукових кадрів.
Здобувачами наукового ступеня кандидата наук, які працюють над дисертаціями поза аспірантурою, можуть бути особи, які мають вищу освіту і кваліфікацію спеціаліста або магістра.
Терміни навчання в аспірантурі та докторантурі:
– в аспірантурі з відривом від виробництва (денна форма) – 3 роки;
без відриву від виробництва (заочна форма) – 4 роки;
– у докторантурі з відривом від виробництва (денна форма) – 3 роки;
термін підготовки здобувачів наукового ступеня кандидата наук – 5 років.
Терміни прийому документів та зарахування в аспірантуру:
– прийом документів – з 01.08 по 10.09;
– вступні – з 15.09 по 10.10;
– зарахування в аспірантуру – з 01.11.
Терміни прийому документів та зарахування в докторантуру:
– прийом документів – до 15.08;
– зарахування в докторантуру – з 01.09.
Прийом документів та прикріплення здобувачів відбувається протягом року.
Вступники до аспірантури складають вступні іспити:
– з філософії та з іноземної мови на вибір в обсязі програм для вищих навчальних закладів;
– зі спеціальності.

## Спеціалізована вчена рада
У червні 2007 року в Науково-дослідному центрі індустріальних проблем розвитку НАН України створено спеціалізовану вчену раду К 64.251.01 з правом прийняття до розгляду та проведення захисту дисертацій на здобуття наукового ступеня кандидата економічних наук за спеціальностями 08.00.03 – економіка та управління національним господарством та 08.00.04 – економіка та управління підприємствами (виробництво коксу, продуктів нафтоперероблення та ядерних матеріалів; металургійне виробництво та виробництво готових металевих виробів)  (наказ ВАК України від 15.06.2007 р. № 385).  Склад ради був затверджений у кількості 13 осіб, у тому числі 12 докторів економічних наук, з них 7 докторів наук – за спеціальністю 08.00.03, та 5 докторів наук – за спеціальністю 08.00.04.
Наказом ВАК України від 10.12.2008 р.  № 763 до складу  спеціалізованої вченої ради було введено двох докторів економічних наук за спеціальностями 08.00.03 та 08.00.04. Кількість членів ради на той час складала 15 осіб, у тому числі 14 докторів економічних наук, з них 8 докторів наук – за спеціальністю 08.00.03 та 6 докторів наук – за спеціальністю 08.00.04.
У червні 2009 року на підставі наказу ВАК України від 03.06.2009 № 409  відбулася зміна статусу ради, а саме створено спеціалізовану вчену раду Д 64.251.01 з правом прийняття до розгляду та проведення захисту дисертацій на здобуття наукового ступеня доктора (кандидата) економічних наук за спеціальностями 08.00.03 – економіка та управління національним господарством та 08.00.04 – економіка та управління підприємствами (виробництво коксу, продуктів нафтоперероблення та ядерних матеріалів; металургійне виробництво та виробництво готових металевих виробів). До складу ради входило 15 осіб, у тому числі 14 докторів економічних наук, з них 7 докторів наук – за спеціальністю 08.00.03 та 7 докторів наук – за спеціальністю 08.00.04. У листопаді 2011 року до складу ради було введено одного доктора економічних наук за спеціальністю 08.00.03 (наказ ВАК України від 17.11.2010 № 805).
На підставі наказу ВАК України від 03.06.11 № 508 відбулося розширення повноважень спеціалізованої вченої ради - до спеціальностей, за якими раді надано право прийняття до розгляду та проведення захистів дисертацій, додано спеціальність 08.00.05 – розвиток продуктивних сил і регіональна економіка.
Склад ради на даний час налічує 15 осіб, у тому числі 14 докторів економічних наук, з них 6 докторів наук – за спеціальністю 08.00.05, 8 докторів наук – за спеціальністю 08.00.03.
Голова спеціалізованої вченої ради – Хаустова Вікторія Євгенівна, директор Науково-дослідного центру індустріальних проблем розвитку НАН України, доктор економічних наук, професор.
Заступник голови спеціалізованої вченої ради – Губарєва Ірина Олегівна, заступник директора з наукової роботи Науково-дослідного центру індустріальних проблем розвитку НАН України, доктор економічних наук, професор.
Вчений секретар спеціалізованої вченої ради – Красноносова Олена Миколаївна, старший науковий співробітник сектору проблем регіонального розвитку та децентралізації відділу макроекономічної політики та регіонального розвитку Науково-дослідного центру індустріальних проблем розвитку НАН України, кандидат економічних наук, доцент.

## Досягнення науковців
Кизим Микола Олександрович
доктор економічних наук, професор, член-кореспондент НАН України
У 2014 р. нагороджений премією НАН України ім. М. І. Туган-Барановського за цикл робіт «Високотехнологічні складові промислової політики в Україні».
У 2013 р. нагороджений Урядом України орденом «За заслуги» III ступеня.
У 2011 р. нагороджений медаллю «Двадцять років незалежності України».
У 2010 та 2011 рр. нагороджений почесними грамотами Харківської облдержадміністрації.
У 2009 р. відзначений почесним званням «Заслужений економіст України».
Іванов Юрій Борисович
доктор економічних наук, професор
У 2013 р. – Подяка Харківського міського голови за вагомий внесок у розвиток науки.
У 2009 р. нагороджений нагрудним знаком МОН «За наукові досягнення».
У 2008 р. відзначений почесним званням «Заслужений економіст України».
У 2007 р. нагороджений нагрудним знаком МОН «Відмінник освіти України».
Тищенко Олександр Миколайович
доктор економічних наук, професор
Згідно з Рішенням Комітету з призначення іменних стипендій Харківської облдержадміністрації в галузі науки видатним і молодим науковцям (Протокол від 4 травня 2007 року № 1) призначено стипендію імені Михайла Івановича Туган-Барановського (з економіки).
Олійник Аллі Дмитрівні та Мурзік Ларисі Олексіївні оголошена подяка за успіхи у трудовій діяльності, професіоналізм та ініціативу (Президія НАН України від 20.09.2005).
Бєлікова Надія Володимирівна (кандидат економічних наук) – переможець конкурсу на здобуття стипендії НАН України для молодих вчених (Постанова Президії НАН України від 06.10.10 року № 282).
Полякова Ольга Юріївна (кандидат економічних наук) – нагороджена Почесною грамотою Харківської обласної організації Профспілки працівників освіти і науки України (Постанова Президії від 01.09.2011 № 12).
Дороніна Майя Степанівна (доктор економічних наук, професор) – нагороджена почесною грамотою Адміністрації Дзержинського району Харківської міської ради (наказ від 23.04.2012 № 56).

## Співпраця
Науково-дослідний центр індустріальних проблем розвитку Національної академії наук України (НДЦ ІПР НАН України) активно співпрацює як з вітчизняними, так і зарубіжними організаціями та підприємствами.
Співробітництво в Україні
До переліку основних партнерів НДЦ ІПР НАН України належать:
Харківський національний економічний університет ім. С. Кузнеця;
Харківський національний педагогічний університет ім. Г. С. Сковороди; 
Західноукраїнський національний університет; 
Державне підприємство «Державний інститут по проектуванню підприємств коксохімічної промисловості» (ДП «Гипрококс»); 
Український союз промисловців і підприємців (УСПП);
Всеукраїнська мережа фахівців та практиків регіонального та місцевого розвитку РЕГІОНЕТ; 
Національний інститут стратегічних досліджень (НІСД);
ДП «Український державний науково-дослідний вуглехімічний інститут (УХІН)»;
Львівський регіональний інститут державного управління Національної академії державного управління при Президентові України.
Міжнародна діяльність
Учасниками міжнародної співпраці НДЦ ІПР НАН України є: 
Балтійська міжнародна академія (Латвія)
Науково-технічна організація "Teadmus" (м. Таллінн, Естонія)
Науковий та інноваційний центр Pro-Academia (Енергетичний кластер, м. Лодзь, Польща)
Щорічні міжнародні заходи
Щорічні міжнародні заходи
Міжнародна науково-практична конференція «Економічний розвиток України в сучасному просторі і часі (присвячена О. Г. Ліберману);
Міжнародна науково-практична конференція «Соціальноекономічний розвиток України та її регіонів: проблеми науки та практики» (присвячена С. Кузнецю);
Міжнародна науково-практична конференція «Конкурентоспроможність та інновації: проблеми науки та практики»; Щорічна міжнародна конференція «Актуальні проблеми податкової політики». 
Основні напрями міжнародних відносин:
Обмін інформацією про тематику досліджень, плани науково-дослідних робіт інститутів;
сприяння прямим контактам між науковими підрозділами, а також між окремими співробітниками, які виконують дослідження в суміжних галузях знання і мають спільні наукові інтереси;
обмін даними про майбутні наукові (науково-практичні) конференції, семінари, які проводяться як на території України, так і поза її межами;
проведення спільних науково-теоретичних семінарів, конференцій, симпозіумів з актуальних економічних проблем;
проведення спільних досліджень і наукових заходів, що фінансуються національними та міжнародними науковими фондами;
регулярний обмін науковими публікаціями співробітників інститутів: монографіями, збірниками праць, брошурами, статтями і т. д;
підготовка і випуск наукових праць за результатами спільних досліджень;
підготовка відгуків на дисертації, автореферати дисертацій, рецензування публікацій;
проведення спільних досліджень з актуальних проблем світового економічного розвитку, орієнтованих на ефективне регулювання економіки в контексті забезпечення економічної безпеки;
залучення співробітників до спільних тематик, фахівців з інших науково-дослідних організацій зарубіжних країн.